# جورج ویلیام ادیسون
جورج ویلیام ادیسون (انگلیسی: George William Addison; ۱۸ سپتامبر ۱۸۴۹ – ۸ نوامبر ۱۹۳۷) بازیکن فوتبال اهل بریتانیا بود.
از باشگاه‌هایی که در آن بازی کرده‌است می‌توان به باشگاه فوتبال رویال انجینیرز اشاره کرد.